# Grade (Arcos de Valdevez)
Grade is een plaats (freguesia) in de Portugese gemeente Arcos de Valdevez en telt 402 inwoners (2001).

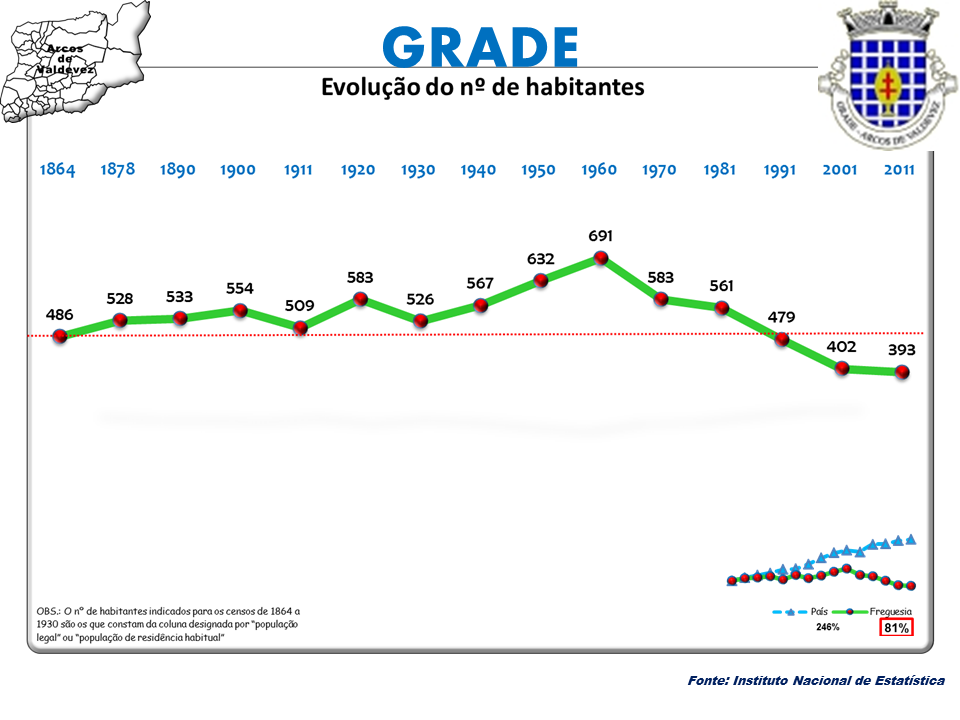
Bevolkingsontwikkeling tussen 1864 en 2011